# Sternohammus femoralis
Sternohammus femoralis là một loài bọ cánh cứng trong họ Cerambycidae.